# Danh sách kỳ thi tuyển sinh đại học và cao đẳng
Đây là danh sách các bài khảo thí theo tiêu chuẩn mà học sinh có thể cần phải thực hiện để được nhận vào các đại học và trường đại học trên toàn thế giới, bao gồm cả trường cao đẳng tại Việt Nam. Các bài kiểm tra trình độ ngôn ngữ không được liệt kê ở đây.

## Giáo dục đại học

### Úc
- ATAR
- STAT
- UCAT
- GAMSAT
- International Student Admissions Test

### Canada
- GED
- CAEL
- Diploma Exams

### Trung Quốc
- Cao khảo

### Cuba
- Prueba de Ingreso a la Universidad

### Pháp
- Baccalauréat (hoặc Bac)

### Đức
- Abitur
- TMS
- PhaST
- HAM-Nat
- BaPsy-DGPs
- ITB-Business
- ITB-Science
- ITB-Technology

### Nhật Bản
- Bài kiểm tra tuyển sinh đại học quốc gia
- Kỳ thi tuyển sinh đại học Nhật Bản (EJU)
- Kỳ thi đại học Nhật Bản (JPUE)

### Hà Lan
- Eindexamen

### Thụy Điển
- Högskoleprovet – Bài kiểm tra năng lực học thuật của Thụy Điển.
- PIL – Bài kiểm tra và phỏng vấn, được Học viện Karolinska sử dụng để tuyển sinh cho một số chương trình học.
- Matematik och Fysikprovet

### Thụy Sĩ
- Eignungstest für das Medizinsudium in der Schweiz[1]

### Hàn Quốc
- Suneung

### Vương quốc Liên hiệp Anh và Bắc Ireland
Hầu hết các ứng viên vào đại học ở Vương quốc Anh đều tham gia các kỳ thi quốc gia như A-level hoặc Scottish Higher. Các bài kiểm tra tuyển sinh riêng biệt được một số ít trường đại học sử dụng cho các môn học cụ thể (đặc biệt là Luật, Toán học và Y khoa, các khóa học tại Oxford và Cambridge), nhiều bài kiểm tra trong số này do Đại học Cambridge quản lý.

#### Luật
- Cambridge Law Test[3]
- LNAT[4]

#### Toán học
- MAT[5]
- STEP[6]
- Test of Mathematics for University Admission[7]

#### Y khoa
- BMAT[8]
- GAMSAT[9]
- HPAT[10]
- UCAT[11]

#### Khác
- CAT – Kỳ thi tuyển sinh cổ điển (Oxford)[12]
- ELAT – Văn học Anh (Oxford, Cambridge)[13]
- GAA – Địa lý (Cambridge)[14]
- HAT – Lịch sử (Oxford)[15]
- PAT – Vật lý (Oxford).[16]
- MLAT (Oxford)[17]
- MML (Cambridge)[18]
- OLAT (Oxford)[19]
- TSA (Cambridge, UCL)[20]
- Bài kiểm tra Triết học của Đại học Oxford[21]

### Hoa Kỳ
- SAT
  - SAT Subject Tests (ngừng tổ chức từ 2021)
- ACT
- AP
- CLT
- THEA
- GED
- PERT

### Việt Nam
- Kỳ thi tuyển sinh đại học và cao đẳng (2002–2014)
- Kỳ thi trung học phổ thông quốc gia (2015–2019)
- Kỳ thi tốt nghiệp trung học phổ thông (2020–nay)
  - Đánh giá năng lực
  - Đánh giá tư duy

## Giáo dục sau đại học

### Úc
- GAMSAT
- LSAT
- IELTS

### Trung Quốc
- Kỳ thi tuyển sinh sau đại học

### Hoa Kỳ và Canada
- MAT
- GRE[22]
- GMAT
- MCAT[23]
- DAT (Hoa Kỳ)
- DAT (Canada)
- OAT
- PCAT
- TEAS
- VCAT
- AHPAT
- LSAT